# コートニー・パイン
コートニー・パイン（Courtney Pine、CBE、1964年3月18日 - 、ロンドン生まれ）は、1980年代に活動したブラック・ブリティッシュ・バンド、ジャズ・ウォーリアーズの主要な創設者であり、イギリスのジャズ・ミュージシャンである。主にサクソフォーンの演奏で知られているが、パインはマルチ楽器奏者であり、フルート、クラリネット、バスクラリネット、キーボードも演奏する。2011年のアルバム『Europa』では、ほぼバスクラリネットだけを演奏している。

## 背景
パインの両親はジャマイカ移民で、父親は大工、母親は住宅管理人であった。子供の頃の彼は、宇宙飛行士になりたかったという。パインはロンドンで生まれ、キングスベリー高校に通い、クラシック音楽のクラリネットを学び、14歳からサクソフォーンを自分で学んだ。音楽キャリアをレゲエから始め、1981年にクリント・イーストウッド&ジェネラル・セイントと一緒にツアーを行った。

## 略歴
1986年、パインのデビュー・アルバム『コートニー・パイン (Journey to the Urge Within)』は、全英アルバムチャートにてトップ40入りした。彼は、1985年にコミュニティ組織「The Abibi Jazz Arts」（TAJA）を通じて設立した、影響力のあるイギリスのビッグ・バンド、ジャズ・ウォーリアーズの主要な創設者である。ジャズ・ウォーリアーズは、1985年の国際青年年の夏にロンドンのロイヤル・フェスティバル・ホールのロビーで一連のパフォーマンスを行ったアビビ・オールスターズ・コミュニティ・バンド (Abibi All-Stars community band)から発展した。ジャズ・ウォーリアーズは、パインのリーダーシップの下で2枚のアルバムを録音した。アルバム『アウト・オブ・メニー・ワン・ピープル』が、1987年にアイランド・レコード・レーベル傘下のアンティルス・レコードからリリースされ、アルバム『Afropeans』が、20周年を迎えた2007年にパイン自身のレーベル「デスティニー・レコード (Destin-e Records)」からリリースされた。ジャズ・ウォーリアーズの「Afropeans」プロジェクトは、奴隷貿易法廃止の2周年を記念して、イングランド芸術評議会から委託された。パインがジャズ・ウォーリアーズを始めるためのアイデアを植え付けてから30年後、彼は「ヴィーナス・ウォーリアーズ」というすべて女性のジャズ・バンドを集めて、チャリティ・パフォーマンスを行い、ジャマイカ系イングランド人でクリミア戦争のビジネス・ウーマンにして看護師であったメアリ・シーコールの像をロンドンにあるセント・トーマス病院の外に建てるという「メアリ・シーコール記念像嘆願」の認知度を高めた。
彼の近年の音楽は、ドラムンベース、UKガラージなど現代のイギリス音楽とコンテンポラリー・ジャズのスタイルを統合している。彼は自身のバンドを運営し、自身のパフォーマンスに多くの現代ミュージシャンを起用している。彼はまた、BBCラジオ2で『Jazz Crusade』という番組を提供しており、その第7シリーズは2007年春に放送された。
1988年、テレビ・ドラマ『ドクター・フー』のシリーズ『シルバー・ネメシス』に、自身の役でジャズ・カルテットとして出演した。
パインは、ジャズ音楽への奉仕を称えられて新年叙勲にて、2000年に大英帝国勲章のオフィサー（OBE）に指名され、2009年の大英帝国勲章のコマンダー（CBE）に任命された。また、2004年12月6日にウエストミンスター大学から名誉博士号を、2010年7月15日にサウサンプトン大学から名誉博士号を授与された。
パインは、BBCワールドニュースのクラシック音楽番組『Visionaries』で、ピエール・ブーレーズの信奉者として2008年8月に登場した。
2018年のクリスマス・デイに、パインがBBC2の『Merry Christmas Baby - with Gregory Porter & Friends』に登場した。

## 私生活
パインは、妻と4人の子供と一緒に、ロンドンで暮らしている。

## ディスコグラフィ

### アルバム
リーダー・アルバム
- 『コートニー・パイン』 - Journey to the Urge Within (1986年) ※全英39位
- 『デスティニー・ソング』 - Destiny's Song + The Image of Pursuance (1988年) ※全英54位
- 『ヴィジョンズ・テイル』 - The Vision's Tale (1989年)
- 『クローサー・トゥ・ホーム』 - Closer To Home (1990年)
- 『レルムス・オブ・アワ・ドリームス』 - Within The Realms of Our Dreams (1991年)
- 『アイズ・オブ・クリエイション』 - To The Eyes of Creation (1992年)
- 『モダン・デイ・ジャズ・ストーリーズ』 - Modern Day Jazz Stories (1995年)
- 『アンダーグラウンド』 - Underground (1997年)
- 『バック・イン・ザ・デイ』 - Back in the Day (2000年)
- 『ディヴォーション』 - Devotion (2003年)
- Resistance (2005年)
- Transition in Tradition: En Hommage a Sidney Bechet (2009年)[16]
- Europa (2011年)[17]
- House of Legends (2012年)[18]
- Song (The Ballad Book) (2015年)[19]
- 『ブラック・ノーツ・フロム・ザ・ディープ』 - Black Notes From The Deep (2017年)[20]

参加アルバム
- ミーシャ・パリス : 『ソー・グッド』 - So Good (1988年)
- トレヴァー・ジョーンズ : Angel Heart (Soundtrack) (1987年)
- ジャズ・ウォーリアーズ : 『アウト・オブ・メニー・ワン・ピープル』 - Out of Many, One People (1987)
- ハリー・ベケット : Les Jardins Du Casino (1993年、ITM)
- ジャズ・ウォーリアーズ : Afropeans (2008年)

### EP
- 『ホワッツ・ニュー』 - Traditions Beckoning (1988年) ※10インチ限定盤

### シングル
- "Children of the Ghetto" (1986年) ※Courtney Pine featuring the vocal of Susaye Greene
- "Like Dreamers Do" (1988年) ※全英26位。Mica Paris featuring Courtney Pine
- "I'm Still Waiting" (1990年) ※全英66位。Courtney Pine featuring Carroll Thompson[16]
- "Get Busy" (1992年) ※produced by Gussie Clarke。12インチ・ヴァイナル、CDシングル
- "Too Much To Lose" (1999年) ※Elkie Brooks, featuring Courtney Pine
- "Lady Day (& John Coltrane)" (2000年) ※Courtney Pine featuring Lynden David Hall